# Ruta B-55
La ruta B-55 es una ruta regional primaria que se encuentra en el norte Grande de Chile sobre la Región de Antofagasta. En su recorrido de 245,5 km une la ruta 5 Panamericana y la ciudad de Antofagasta con el Paso fronterizo Socompa en el límite con Argentina, a 3.876 m s. n. m. Es también uno de los principales accesos a las mineras Aguas Blancas, Zaldívar y Escondida.
La ruta está constituida por una carpeta de tierra, con grava tratada en sus primeros 50 km aproximadamente. Desde el paso fronterizo al este la ruta continua con la denominación RP 163, con opción de traslado hacia las ciudades argentinas de San Antonio de los Cobres y Salta.
El rol asignado a esta ruta regional fue ratificado por el decreto MOP N.º 5401 del año 2009.

## Ciudades y localidades
Los accesos inmediatos a ciudades y localidades, y las áreas urbanas por las que pasa esta ruta de oeste a este son:

### Región de Antofagasta
Recorrido: 245 km (km 0 a 245).
- Provincia de Antofagasta: Socompa y control obligado de Carabineros (km 245).